# Colin McRae Rally 2005
Colin McRae Rally 2005 ist ein Rennspiel von Codemasters, das in Europa am 24. September 2004 erschien. Es ist der fünfte Teil innerhalb der Colin McRae Rally Spieleserie. Das Spiel erschien für Microsoft Windows sowie den Spielekonsolen PlayStation 2 und Xbox. Im November 2004 erschien eine Portierung für Nokia N-Gage und im September 2005 für PlayStation Portable. Für Mac OS X wurde der Name Colin McRae Rally Mac gewählt, da es erst im Oktober 2007 erschien. Es wurde extern durch Robosoft Technologies portiert und von Feral Interactive veröffentlicht. Damit ist es der erste Serienteil für Apples Betriebssystem. Es verwendet die mittlerweile abgeschalteten GameSpy-Dienste für den Netzwerk-Mehrspielermodus.

## Spielprinzip
Der Spieler fährt Rallyes in den USA, Finnland, Schweden, Australien, Griechenland, Spanien, Japan, England und erstmals auch Deutschland. Mit Podiumsplätzen werden jeweils neue Autos freigeschaltet.

## Fahrzeuge
Allradantrieb
- Peugeot 206 WRC
- Ford Focus WRC '01/'02/RS
- Subaru Impreza WRX 44S
- Mitsubishi Lancer Evolution VIII
- Audi A3 3.2 quattro
- Volkswagen Golf R32
- Citroën Xsara

2WD
- Ford Fiesta Rallye Concept
- Toyota Celica GT-S
- Volkswagen Polo Super 1600
- MG ZR Rally Car
- Citroën Saxo Kit Car

Gruppe B
- Peugeot 205 T16 Evo 2
- Ford RS200
- MG Metro 6R4
- Audi Sport quattro S1

Hinterradantrieb
- Ford Sierra RS500
- Lancia 037 Evo 2
- Lancia Stratos
- Alfa Romeo Alfetta GTV 2000 Turbodelta

Super 2WD
- Renault Sport Clio V6
- Volkswagen Golf GTI
- Alfa Romeo 147 GTA

4x4 Offroad
- Land Rover Freelander M-Sport
- Nissan Pick-up Dakar 2004
- Mitsubishi Shogun Montero Evolution II

Special
- Ford Escort RS1600i
- VW Beetle RSi
- MG Sebring Special
- 1967 Morris Mini Cooper S

Classic
- Ford Escort RS Cosworth
- Toyota Celica GT-Four
- Subaru Impreza 22B STi
- Lancia Delta Integrale

## Rezeption
Die Objekte am Streckenrand seien niedrig aufgelöst, wobei dennoch landestypische Objekte gut erkennbar seien. Die Unterstützung für Force Feedback sei verbesserungswürdig. Der runderneuerte Karrieremodus, das detaillierte Schadensmodell und das realistische Fahrgefühl seien positiv hervorzuheben. Jedoch sei der Einstieg für Neulinge mit Frustration verbunden. Der einstellbare Schwierigkeitsgrad unterfordere entweder schnell oder sei zu unverzeihlich bei Fahrfehlern. Zuschauer werden weiterhin nur als flache Sprites dargestellt.
Die Fassung für PlayStation Portable sei nahezu identisch zur stationären Konsole. Das Konzept gehe jedoch nicht auf, da die Fahrphysik nicht mit der Steuerung der Konsole harmoniere.
Durch die verzögerte Veröffentlichung für den Mac sei es zwar dem bereits erschienen Nachfolger grafisch unterlegen. Inhaltlich sei es jedoch weiterhin konkurrenzfähig, insbesondere die Steuerung sei weiterhin gut.